# Tàngara de carpó blanc
La tàngara de carpó blanc (Cypsnagra hirundinacea) és un ocell de la família dels tràupids (Thraupidae) i única espècie del gènere Cypsnagra Lesson, R, 1831.

## Hàbitat i distribució
Viu a sabanes obertes, praderies i camps de les terres baixes al centre, sud i est del Brasil, nord i est de Bolívia i nord-est de Paraguai.